# 선스트로크 (영화)
선스트로크(Solnechnyy udar, Sunstroke)는 러시아(구 소련)에서 제작된 니키타 미할코프 감독의 2014년 드라마 영화이다. 마르틴시 칼리타 등이 주연으로 출연하였다.

## 출연

### 주연
- 마르틴시 칼리타
- 빅토리야 솔로뵤바

### 조연
- 아나스타시야 이마모바
- 세르게이 세로프
- 크세니야 포포비치